# Kortsporige aardtong
De kortsporige aardtong (Hemileucoglossum elongatum) is een schimmel behorend tot de familie Geoglossaceae. 

## Kenmerken
Vruchtlichamen zijn bruingroen van kleur en met name de jonge verse exemplaren hebben een geschubde steel. Dit kenmerk gaat na verloop van tijd meestal verloren.
De ascosporen zijn nagenoeg kleurloos, ongesepteerd, cilindrisch van vorm, licht gebogen en meten 60,8 × 5,3 µm. De parafysen zijn kleurloos en de toppen zijn meestal gekromd tot half-cirkelvormig met 2 tot 3 septen in het bovenste gedeelte (50 μm). De topcellen zijn verdikt tot knopvormig en meten 5-10 μm.

## Verspreiding
In Nederland komt de kortsporige aardtong matig algemeen voor. Hij staat niet op de rode lijst en is niet bedreigd.

## Foto's

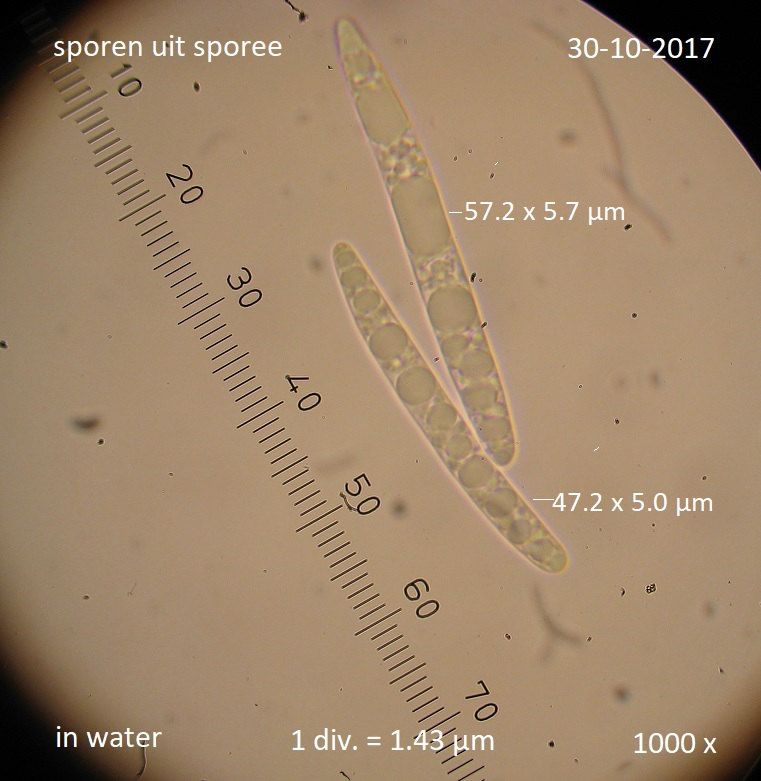
Sporen